# Faraglioni di Cea
I faraglioni di Cea sono due isolotti del mar Tirreno situati a ridosso della costa centro-orientale della Sardegna.

Appartengono amministrativamente al comune di Tortolì.